# Лопадя-Ноуе (комуна)
Лопадя-Ноуе (рум. Lopadea Nouă) — комуна у повіті Алба в Румунії. До складу комуни входять такі села (дані про населення за 2002 рік):
- Асініп (156 осіб)
- Бегеу (569 осіб)
- Беца (469 осіб)
- Лопадя-Ноуе (1053 особи) — адміністративний центр комуни
- Одверем (62 особи)
- Окнішоара (37 осіб)
- Чикирд
- Чугузел (655 осіб)

Комуна розташована на відстані 272 км на північний захід від Бухареста, 30 км на північний схід від Алба-Юлії, 56 км на південь від Клуж-Напоки.

## Населення
За даними перепису населення 2002 року у комуні проживала 3001 особа.
Національний склад населення комуни:
| Національність | Кількість осіб | Відсоток |
| -------------- | -------------- | -------- |
| угорці         | 1599           | 53,3%    |
| румуни         | 1395           | 46,5%    |
| цигани         | 6              | 0,2%     |
| німці          | 1              | < 0,1%   |

Рідною мовою назвали:
| Мова      | Кількість осіб | Відсоток |
| --------- | -------------- | -------- |
| угорська  | 1597           | 53,2%    |
| румунська | 1402           | 46,7%    |
| німецька  | 2              | 0,1%     |

Склад населення комуни за віросповіданням:
| Релігія        | Кількість осіб | Відсоток |
| -------------- | -------------- | -------- |
| реформати      | 1590           | 53,0%    |
| православні    | 1349           | 45,0%    |
| греко-католики | 40             | 1,3%     |
| римо-католики  | 14             | 0,5%     |
| п'ятдесятники  | 4              | 0,1%     |
| баптисти       | 2              | 0,1%     |
| унітарії       | 1              | < 0,1%   |
| не релігійні   | 1              | < 0,1%   |